# Gare de Mauves-sur-Loire
La gare de Mauves-sur-Loire est une gare ferroviaire française de la ligne de Tours à Saint-Nazaire, située sur le territoire de la commune de Mauves-sur-Loire, dans le département de la Loire-Atlantique, en région Pays de la Loire.
C'est une halte de la Société nationale des chemins de fer français (SNCF), desservie par des trains express régionaux TER Pays de la Loire.

## Situation ferroviaire
Établie à 10 mètres d'altitude, la gare de Mauves-sur-Loire est située au point kilométrique (PK) 415,861 de la ligne de Tours à Saint-Nazaire, entre les gares du Cellier et de Thouaré.

## Service des voyageurs

### Accueil
Halte SNCF, c'est un point d'arrêt non géré (PANG) à accès libre. Elle est équipée d'automates pour l'achat de titres de transport. Une passerelle permet le passage d'un quai à l'autre.

### Desserte
Mauves-sur-Loire est desservie par des trains TER Pays de la Loire omnibus circulant entre Nantes et Ancenis du lundi au vendredi et entre Nantes et Angers-Saint-Laud les samedis et dimanches.

### Intermodalité
La gare est desservie par la ligne 67 (Le Cellier - Thouaré) du réseau de bus TAN. Un parking pour les véhicules est aménagé.

## Patrimoine ferroviaire
Le bâtiment voyageurs est identique à celui de la gare de Varades - Saint-Florent-le-Vieil. Il est désormais à l'abandon.